# John Alex Castillo
John Alex Castillo Valencia (Cali, 17 de julio de 1977) es un actor de cine, teatro y televisión colombiano, reconocido principalmente por encarnar al exjugador de fútbol René Higuita en la serie de televisión La selección entre 2013 y 2014 y por su extensa trayectoria en el teatro colombiano.

## Carrera
Castillo nació en la ciudad de Cali, Valle del Cauca. Después de estudiar actuación y realizar varios talleres y seminarios relacionados empezó a actuar y a escribir principalmente en teatro desde comienzos de los años 1990. En la década del 2000 empezó a realizar apariciones en el cine colombiano, actuando en películas como Perro come perro (2008) y El paseo (2010). En 2013 logró el reconocimiento nacional tras su interpretación del popular portero René Higuita en la serie de televisión biográfica La selección, producción basada en las experiencias del seleccionado colombiano de fútbol que disputó los mundiales de 1990 y 1994.
Un año más tarde interpretó a Mulato en otra serie biográfica, Niche, lo que diga el corazón, basada en la vida del compositor Jairo Varela. En 2015 integró el reparto de la película La sargento Matacho y un año después apareció en la telenovela Azúcar en el papel de Seuniel Asprilla. En 2017 se le pudo ver en dos películas colombianas, Órbita 9 de Hatem Khraiche y Empeliculados de Diego Bustamante.

## Filmografía

### Televisión
| Año       | Título                               | Personaje                     | Canal              |
| --------- | ------------------------------------ | ----------------------------- | ------------------ |
| 2023      | Los medallistas                      | José Acosta                   | Caracol Televisión |
| 2022      | Goles en contra                      | Francisco Maturana            | Netflix            |
| 2022      | Los García                           | Julian                        | Telepacifico       |
| 2022      | Ritmo salvaje                        | Javier                        | Netflix            |
| 2022      | Turbia                               |                               | Telepacifico       |
| 2020      | La reina de Indias y el conquistador | Marco                         | Netflix            |
| 2019      | Siempre Bruja                        | Braulio                       | Netflix            |
| 2019      | Leonor                               | Buenaventura González         | Telepacifico       |
| 2018      | La ley secreta                       | Ramírez Gorrión               | Netflix            |
| 2016      | Blanca                               | Juan                          | Studio+            |
| 2016      | Azucar                               | Seuniel Asprilla              | RCN Televisión     |
| 2015      | Hermanitas Calles                    | José Félix Lara               | Caracol Televisión |
| 2014-2015 | Niche                                | Mulato                        | Caracol Televisión |
| 2014      | Entre panas                          | Raúl                          |                    |
| 2013-2014 | La selección                         | René Higuita                  | Caracol Televisión |
| 2012      | Escobar, el patrón del mal           | Caín (Brances Muñoz Mosquera) | Caracol Televisión |
| 2011-2012 | Tres milagros                        | Romero                        | RCN Televisión     |

## Cine
| Año  | Título              | Personaje     |
| ---- | ------------------- | ------------- |
| 2022 | Gospel              | Alex          |
| 2020 | Lavaperros          | Pastor Moreno |
| 2019 | La sucursal         | Fernando      |
| 2018 | El paseo 5          | Fernando      |
| 2018 | Vientos de agosto   |               |
| 2017 | Empeliculados       | Pedro         |
| 2017 | Órbita 9            | Dr. Xiao      |
| 2015 | La sargento Matacho | Capitán Roque |
| 2012 | El truco del diablo | Policía       |
| 2011 | Todos tus muertos   |               |
| 2010 | El paseo            | Cabeza Rapada |
| 2008 | Perro come perro    | Veterinarian  |

## Premios y nominaciones

### Premios India Catalina
| Año  | Categoría                                            | Trabajo              | Resultado |
| ---- | ---------------------------------------------------- | -------------------- | --------- |
| 2020 | Mejor actor de reparto de telenovela o serie         | Leonor               | Nominado  |
| 2020 | Mejor presentador(a) de programas de entretenimiento | Caminando con tumbao | Nominado  |
| 2014 | Mejor actor protagónico de serie o miniserie         | La selección         | Nominado  |